# Hypocoena variana
Hypocoena variana är en fjärilsart som beskrevs av Morrison 1875. Hypocoena variana ingår i släktet Hypocoena och familjen nattflyn. Inga underarter finns listade i Catalogue of Life.